# ユーリエ
ユーリエ（Heuliez）は、フランスにかつて存在した、自動車メーカー向けに車体や部品の設計・製造を請け負う会社である。既存車種への追加バリエーションとしてのオープンカー（コンバーチブル）やステーションワゴン、またリムジンといった少量生産車を得意としていたが、2013年に事業終了した。
なお名称は日本国内において自動車雑誌を中心に「ユーリエ」とカナ表記され当記事もそれに準じるが、本来のフランス語発音はウリエーズが近い。

## 概要
1920年にアドルフ・ウリエーズ（ユーリエ）（Adolphe Heuliez）により創立され、当初は馬車を製造していた。1925年には早くも最初の自動車プジョー・177Bを組み立てた。アドルフはバスを製造する支社も設立したが、後にこれは売却された。
近年の主力製品は35万セットが生産されたプジョー・206 CC向けの収納式ハードトップであり、オペル・ティグラのような完成車も生産していた。1985年以来45万台以上の車を生産し2,000名以上の従業員を雇用してきたが、ティグラの販売不振により541名を解雇しなければならず、オペルはユーリエに2006年末までに1日の生産台数を200台から50台へ削減するよう求めている。
2007年10月に債務免除を申し出て、2008年7月にインドのアージェンタム・モーターズ（Argentum Motors）が60％を買い取り、その後5年間でさらに1,000万ユーロを投資することを約束したが、合意は成立しなかった。
ユーリエは今後5年以内にプジョー・407 マカレナ（Macarena）試作車に似た4ドアのコンバーチブルを生産しようと計画していた。
ユーリエの主力生産工場はドゥー＝セーヴル県のセリゼ（Cerizay）にあった。
2013年10月31日、事業活動終了。

## ユーリエの生産車リスト
- プジョー・604 リムジン（1978 - 1984年）
- シトロエン・ヴィザ クロノ（1984年）
- シトロエン・ヴィザ ミレ・ピステ（1984年）
- シトロエン・ヴィザ コンバーチブル（1984年）
- シトロエン・BX ブレーク（1985 - 1993年）
- シトロエン・BX 4CT（1986年）
- シトロエン・CX ブレーク（1989 - 1991年）
- シトロエン・XM ブレーク（1992 - 1999年）
- シトロエン・エグザンティア ブレーク（1995 - 2000年）
- オペル・ティグラ ツイントップ（2004 - 2009年）
- プジョー・206 CC（2001 - 2007年）

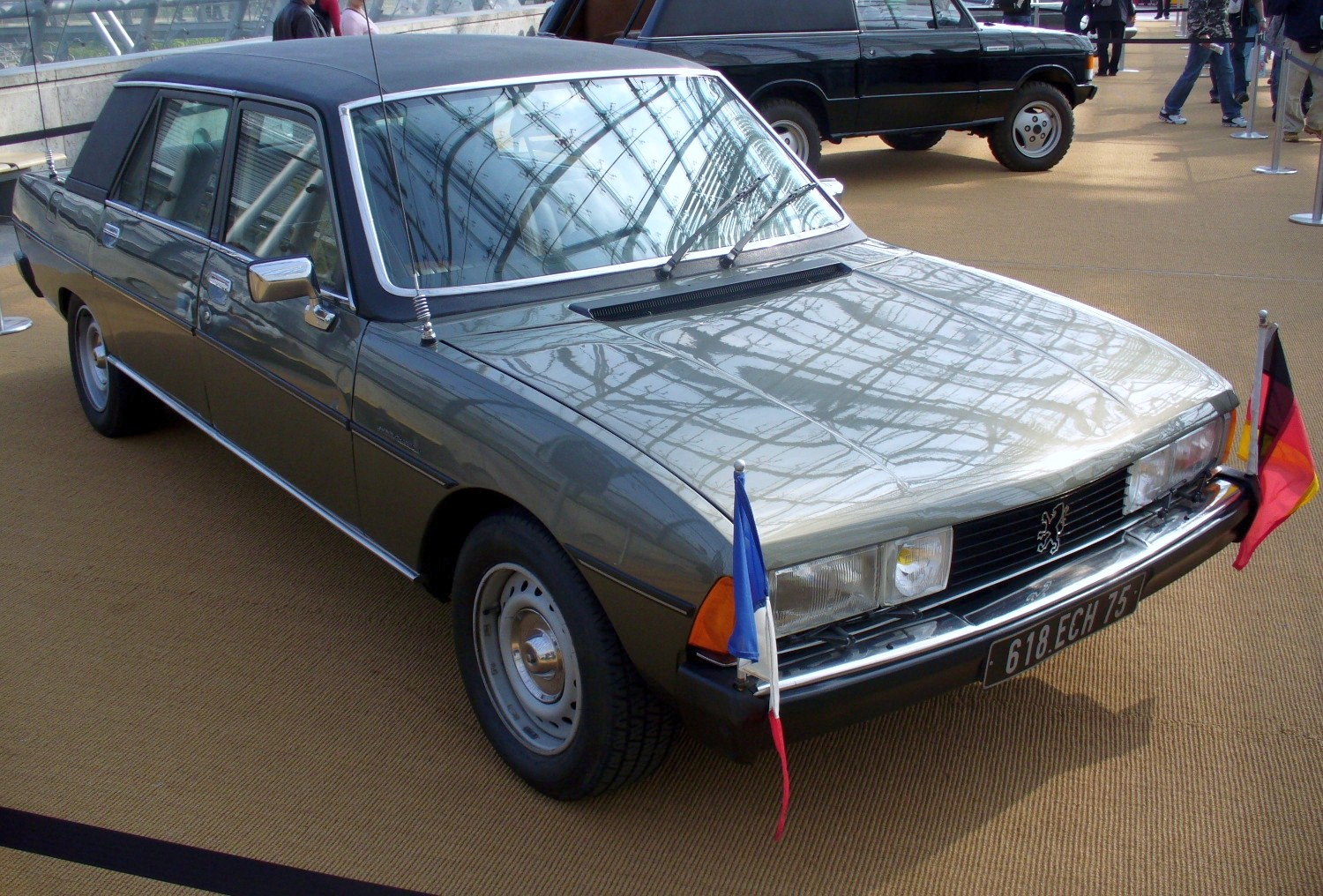
プジョー・604 リムジン（1978 - 1984年）
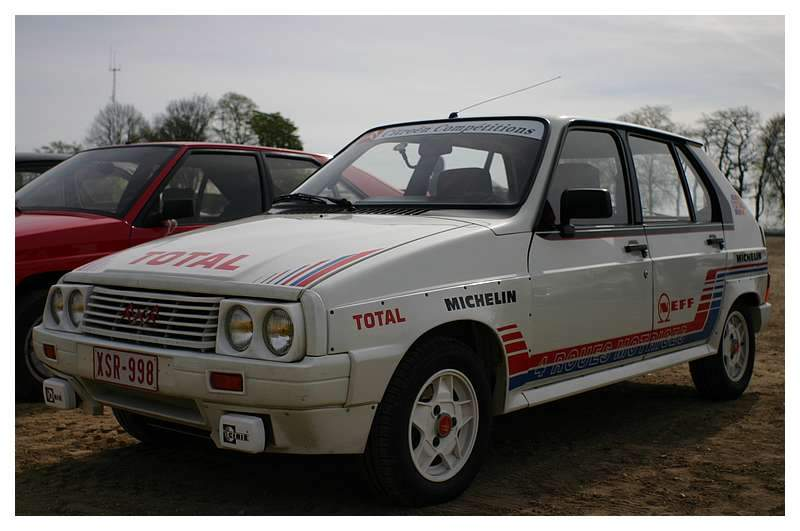
シトロエン・ヴィザ ミレ・ピステ（1984年）
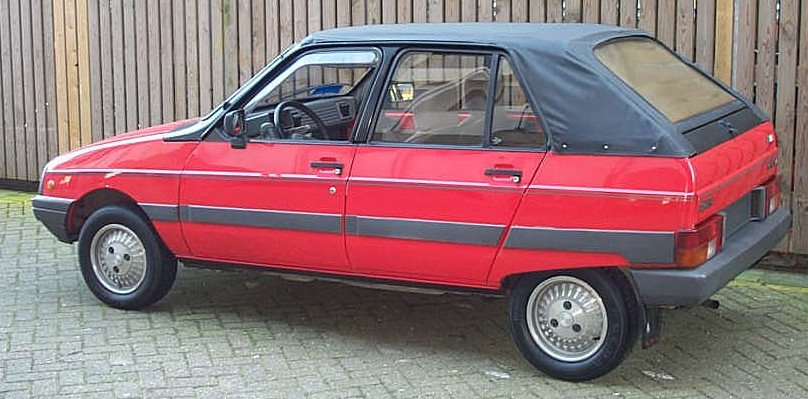
シトロエン・ヴィザ コンバーチブル（1984年）
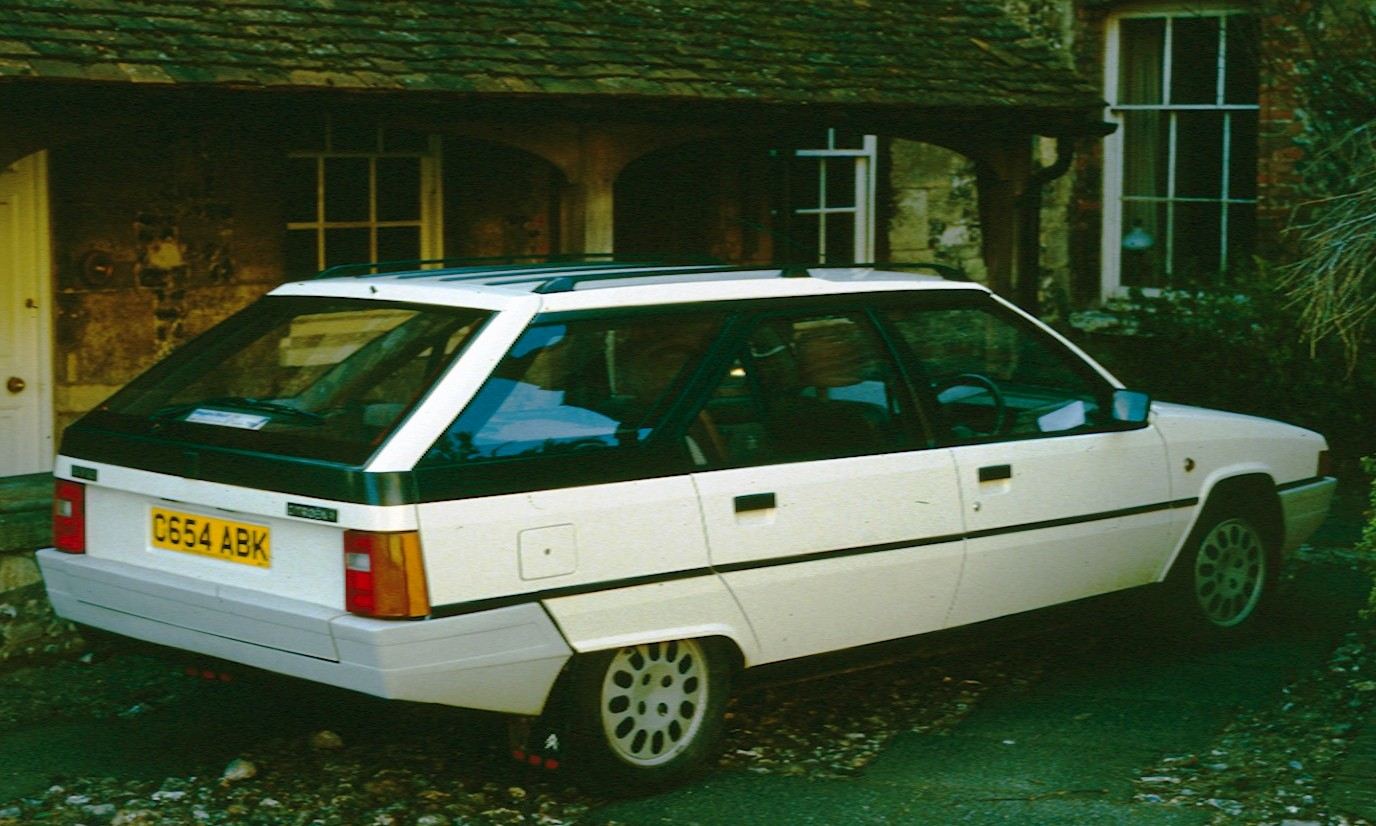
シトロエン・BX ブレーク（1985 - 1993年）
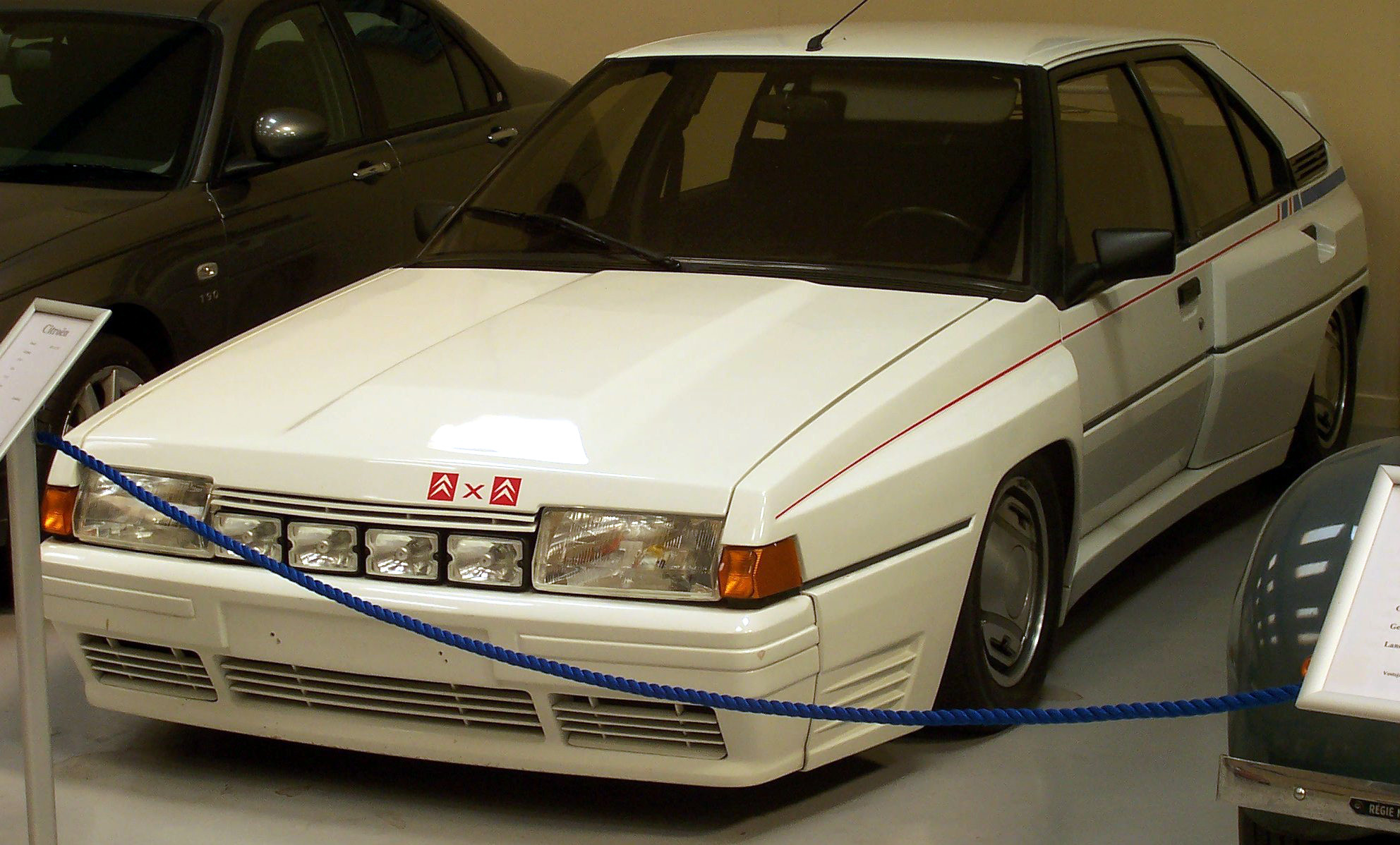
シトロエン・BX 4CT（1986年）
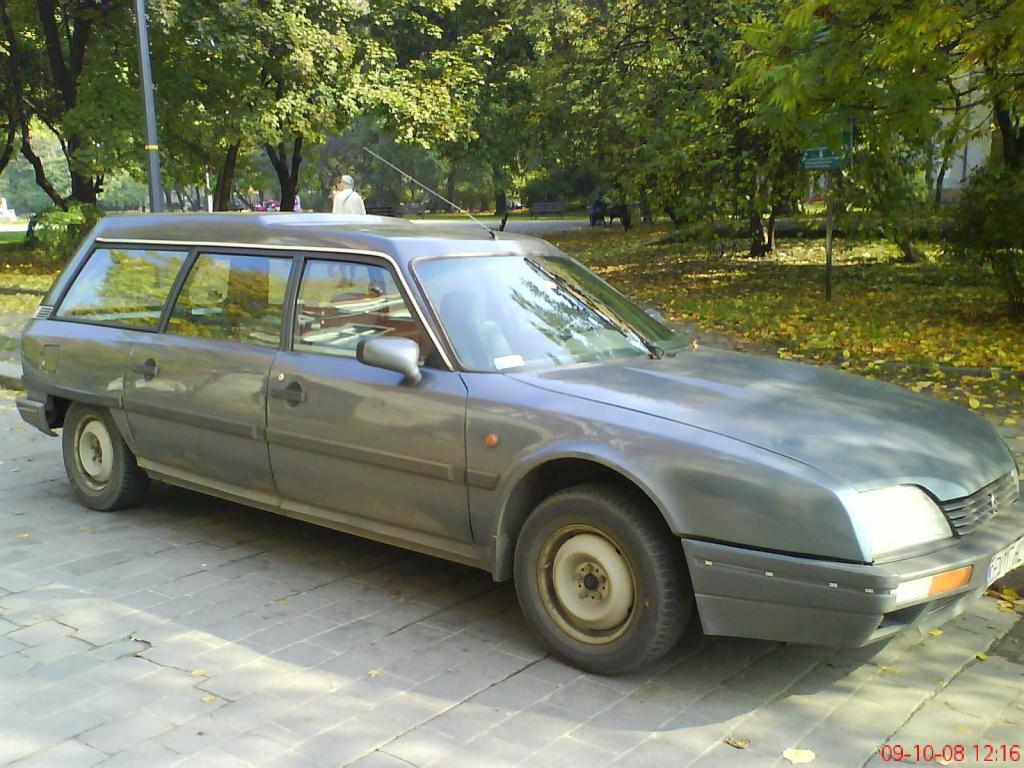
シトロエン・CX ブレーク（1989 - 1991年）
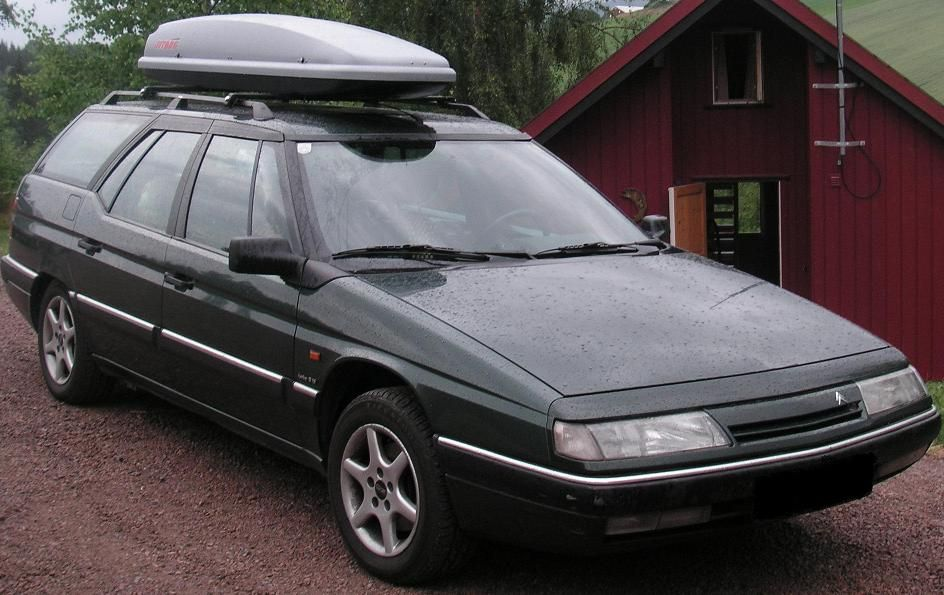
シトロエン・XM ブレーク（1992 - 1999年）
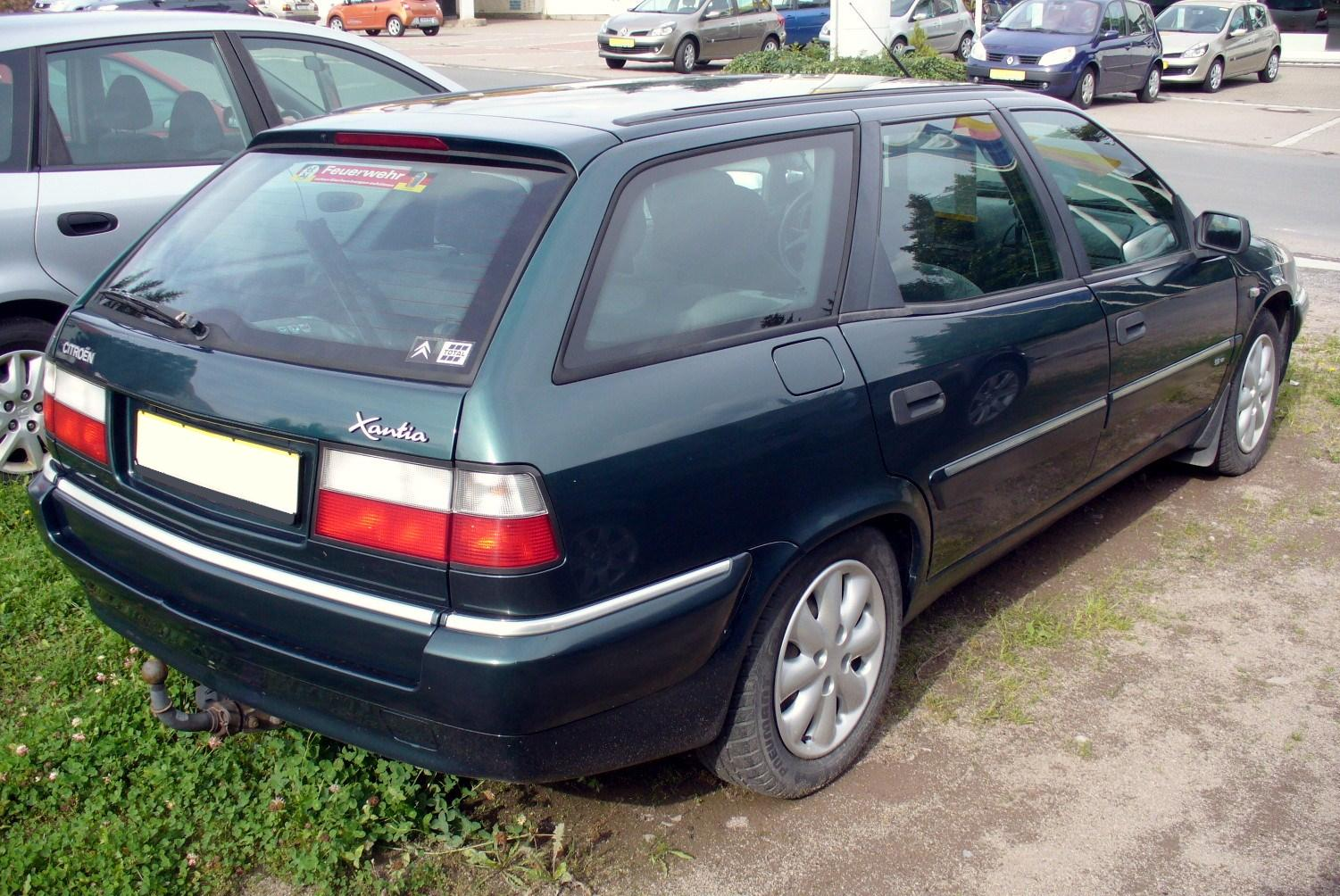
シトロエン・エグザンティア ブレーク（1995 - 2000年）
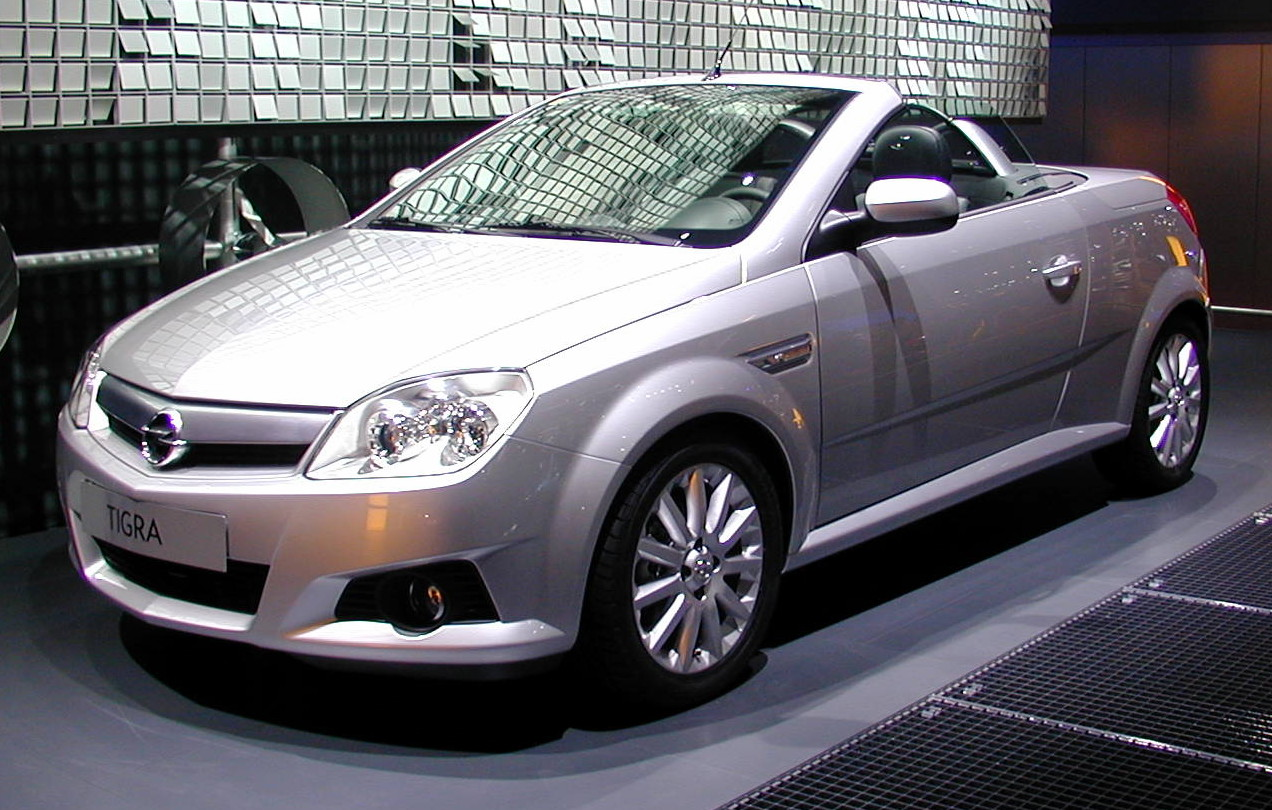
オペル・ティグラ ツイントップ（2004 - 2009年）
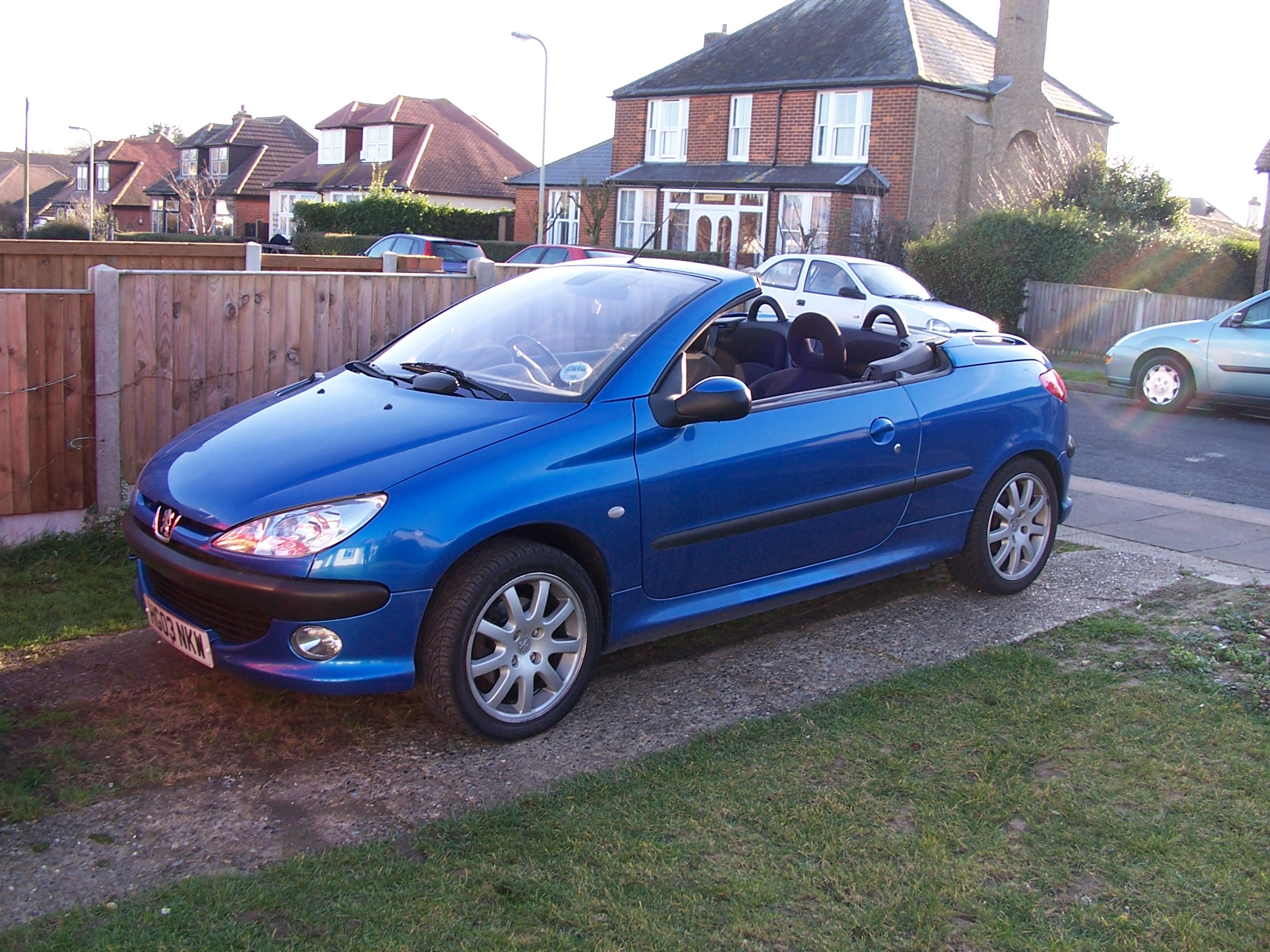
プジョー・206 CC（2001 - 2007年）

## 近年の完成車生産
- オペル・ティグラ ツイントップ（2004 - 2009年）

2004年6月からユーリエは自社で設計したオペル・ティグラ ツイントップの生産をしていた。この車は収納式ハードトップを備え、200台/日の割合で生産されていた。ユーリエは自社のロゴ（馬車の車輪と大文字のHの組み合わせ）を左右の前部フェンダーに貼り付けていた。生産は2009年の夏に終了した。

## 電気自動車
- ユーリエ・ミア（Heuliez Mia 、以前の名はFriendly） - 航続距離97〜240km（60〜150マイル）で最高速度約105km/h （65mph）[2]。
- ユーリエ・ポンディシェリー（Heuliez Pondicherry） - 近距離電気自動車 アーバン・ピックアップ。